# Mihai Plătăreanu
Mihai Plătăreanu (ur. w 1898) – rumuński strzelec uczestnik Igrzysk Olimpijskich 1924. Na igrzyskach olimpijskich w Paryżu jako jedyny z rumuńskich uczestniczył tylko w zawodach drużynowych. Ostatecznie Rumuni zajęli 13. miejsce na 18 startujących.